# Asamblea de Okupas de Barcelona
La Asamblea de Okupas de Barcelona se constituyó en 1995 como respuesta a la reforma del Código Penal que había impulsado el último gobierno del PSOE de Felipe González, con Juan Alberto Belloch como ministro de Justicia, con la que okupar pasaba a ser un delito penal.

## Antecedentes
La primera okupación en Barcelona fue en 1984, en la calle Torrent de l'Olla de Villa de Gracia, que sólo duró unas horas. La dureza del desalojo por la policía llevó a ese grupo de jóvenes a organizarse y planificarlo mejor. Durante la segunda mitad de la década de los ochenta se produjo la okupación de la casa de Bolívar 12, en el barrio de Vallcarca, origen del Ateneo de Vallcarca, y de la casa de Cros 10, en Sants. Eran las primeras casas okupadas con carácter social, ya que se entraba ilegalmente en casas y edificios abandonados no sólo para vivir en comunidad, sino también para realizar conciertos y actividades sociales y culturales. El 11 de noviembre de 1989 se producía la okupación de la Kasa de la Muntanya y en 1994 la ocupación de La Garnacha, una antigua bodega de vinos.

## Actividad
El 10 de mayo de 1996 unas cuarenta personas de la Asamblea de Okupas de Barcelona okuparon el Cine Princesa que se convirtió en un centro social okupado autogestionado (CSOA). Siete meses más tarde, el 28 de octubre, se produjo un violento desalojo y numerosas detenciones, pero en este breve período se convirtió en uno de los referentes okupas de Barcelona, y en el primer gran espacio liberado situado en el centro de la ciudad. En su seno se organizaron una cincuentena de conciertos, representaciones de teatro, proyecciones de diapositivas y películas, exposiciones y otras actividades. El cierre del Princesa levantó un debate en torno al fenómeno de la okupación en Barcelona. La okupación se había producido antes de la entrada en vigor del Código Penal de 1995, a los seis meses de su publicación en el BOE el 24 de noviembre, lo que llevó a la absolución de los 40 detenidos.
En diciembre de 2006, la Asamblea Okupa de Barcelona contabilizaba 151 inmuebles okupados y "reivindicados" por el colectivo, la mitad de la cifra total que daba el Ayuntamiento, considerando "reivindicado" ese espacio cuyos okupantes habían contactado con la Asamblea y se habían vinculado al movimiento, más o menos organizando, que giraba en torno a esta.